# 二异丙基氨基锂
二异丙基氨基锂，又称LDA，化学式为[(CH3)2CH]2NLi。在有机化学中，LDA通常作为碱被用于去质子化碳氢化合物。LDA因可溶于非极性有机溶剂中，而被广泛应用。LDA属于非亲核性强碱。

## 制备与结构
在0至-78 °C的条件下，向二异丙基胺的THF溶液中缓慢加入正丁基锂，即可制得LDA的THF溶液。二异丙基胺的pKa值为36，因此LDA可以对大部分的醇和含α-氢的羰基化合物（包括羧酸、酯、醛和酮）起去质子化作用。在THF溶液中，LDA主要以二聚体的形式存在 ，而在其去质子化其他物质时会先行分解成单体。
LDA已经商品化，市售LDA为其溶液，通常溶剂为极性非质子溶剂，如THF或乙醚。然而在实际应用中，特别是小剂量使用时（小于50毫摩尔），常常在临用前现配。

## “动力学”及“热力学”碱
对“碳”酸的去质子化作用可分为动力学控制及热力学控制两种。

## 延伸阅读
- https://web.archive.org/web/20070930050318/http://www-oc.chemie.uni-regensburg.de/OCP/ch/chb/oc5/Enolate_Chemistry.pdf
- Non-nucleophilic Bases Helsinki University of Technology